# Seigō Narazaki
Seigō Narazaki (jap. 楢崎 正剛 Narazaki Seigō; * 15. April 1976 in Kashiba, Präfektur Nara) ist ein japanischer ehemaliger Fußballspieler. Er spielte auf der Position des Torhüters. Zwanzig Spielzeiten war er für Nagoya Grampus aktiv.

## Karriere
Narazaki spielte in der Jugend für die Kashibashi Junior Highschool und die Nara Ikuei Highschool. Nach seinem Schulabschluss begann er seine Profilaufbahn 1995 beim J.League-Klub Yokohama Flügels und setzte sich gleich in seiner ersten Spielzeit als Stammtorwart durch. Schon im folgenden Jahr erhielt er die erste Einladung in die Nationalmannschaft und feierte zwei Jahre später am 15. Februar 1998 im Spiel gegen Australien sein Länderspieldebüt, nachdem er in seinem Klub wesentlich zum Gewinn des japanischen Pokalwettbewerbs beigetragen hatte.
Als die Yokohama Flügels 1999 aufgelöst wurden, wechselte er zu Nagoya Grampus, mit denen er gleich im ersten Jahr erneut den Kaiserpokal gewann. Vier Mal wurde er in der J.League in die beste Elf der Saison gewählt, außerdem ist Narazaki der erste Torwart der höchsten japanischen Spielklasse, der die Marke von 100 Spielen ohne Gegentor erreichte.
Der erfahrene Schlussmann stand sowohl beim zweiten Platz beim FIFA Konföderationen-Pokal 2001 sowie beim Gewinn der AFC Asienmeisterschaft drei Jahre später im Tor der japanischen Nationalelf. Dabei lieferte er sich lange Zeit mit Yoshikatsu Kawaguchi einen Zweikampf um die Nummer eins im japanischen Tor. Während Kawaguchi 1998 in Frankreich und 2006 in Deutschland den Vorzug erhielt, stand Narazaki, der im Grunde seit 1997 Stammkeeper war, bei der Fußball-Weltmeisterschaft 2002 zwischen den Pfosten und bestritt sowohl die drei Vorrundenspiele als auch das Achtelfinale gegen die Türkei. Bei der WM 2006 musste er hingegen Kawaguchi Platz machen. Nach dem Trainerwechsel wurde Narazaki bis 2009 nicht mehr in den Kader berufen.
In der Saison 2010 errang er mit seiner Mannschaft den Meistertitel und wurde zum Fußballer des Jahres der J. League ernannt.

## Titel und Erfolge

### Verein
Yokohama Flügels
- Kaiserpokalsieger: 1998

Nagoya Grampus
- Kaiserpokalsieger: 1999
- Japanischer Meister: 2010
- Japanischer Supercup: 2011

### Nationalmannschaft
- Zweiter beim FIFA-Konföderationen-Pokal: 2001
- Asienmeister: 2004

## Auszeichnungen
- J. League Best Eleven: 1996, 1998, 2003, 2008
- J. League Fußballer des Jahres: 2010